# Lucey (Côte-d’Or)
Lucey ist eine französische Gemeinde mit 56 Einwohnern (Stand 1. Januar 2022) im Département Côte-d’Or in der Region Bourgogne-Franche-Comté. Sie gehört zum Arrondissement Montbard und zum Kanton Châtillon-sur-Seine. 
Sie grenzt im Nordwesten an La Chaume, im Nordosten an Les Goulles, im Osten an Gurgy-la-Ville, im Südosten an Gurgy-le-Château, im Süden an Faverolles-lès-Lucey, im Südwesten an Leuglay und im Westen an Voulaines-les-Templiers (Berührungspunkt). 

## Bevölkerungsentwicklung
| Jahr                       | 1962 | 1968 | 1975 | 1982 | 1990 | 1999 | 2008 | 2015 |
| -------------------------- | ---- | ---- | ---- | ---- | ---- | ---- | ---- | ---- |
| Einwohner                  | 91   | 78   | 80   | 73   | 55   | 61   | 58   | 60   |
| Quellen: Cassini und INSEE |      |      |      |      |      |      |      |      |